# Zygmunt Szymanowski

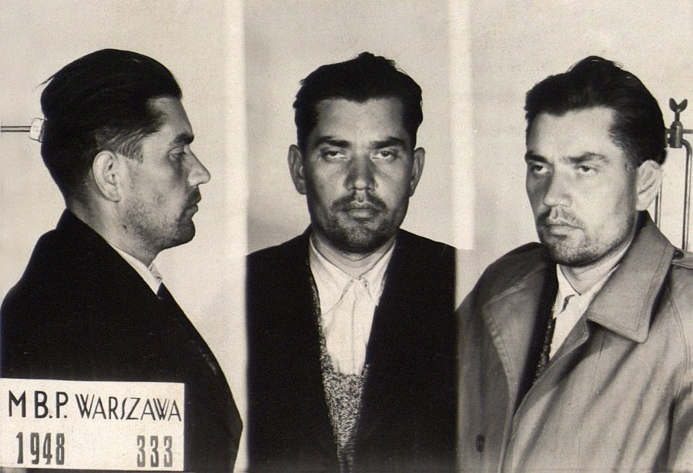
Zygmunt Szymanowski po aresztowaniu przez MBP 1948

Zygmunt Szymanowski, ps. Jezierza, Lis, Bez, Piwowarski, Sadowski (ur. 15 sierpnia 1910 w Motulach w gminie Filipów, zm. 31 maja 1950 w Warszawie) – porucznik AK, oficer wywiadu AK i niepodległościowego podziemia antykomunistycznego.

## Dzieciństwo i młodość
Był synem Władysława i Felicji z Ciszewskich. Dzieciństwo spędził w podsuwalskiej wsi Motule. Szkołę powszechną ukończył w Motulach, naukę kontynuował w szkole średniej w Suwałkach i w XI Państwowym Gimnazjum we Lwowie. W 1931 powołany został do służby wojskowej, odbył ją w Szkole Podchorążych Rezerwy Piechoty w Krakowie. Ukończył ją w 1932 w stopniu plut. pchor. W 1934 rozpoczął studia w Akademii Handlu Zagranicznego we Lwowie i na Politechnice Lwowskiej. W sierpniu 1939 uzyskał dyplom magistra nauk ekonomicznych i absolutorium na Politechnice. W czasie studiów pracował w rektoracie Akademii Handlu Zagranicznego.

## Okres II wojny światowej
We wrześniu 1939 w stopniu por. – zastępca, a następnie dowódca kompanii ckm w 19. pp 5. DP, brał udział w walkach pod Włocławkiem, Płockiem, bronił Modlina, dwukrotnie ranny – pod Płockiem i w Palmirach. Od 20 września 1939 w szpitalu w Modlinie, skąd trafił do obozu jenieckiego Soldau (KL) w Działdowie. Uciekł, kierując się do Suwałk, tu ponownie aresztowany, uciekł po raz drugi, osiadł na Wileńszczyźnie. W 1942 rozpoczął działalność w AK jako szef komórki wywiadowczej wywiadu kolejowego – okręg „Wiano”. Używał ps. „Jezierza”, „Lis” oraz nazwisk: Piwowarski, Sadowski.

## Aresztowanie, proces, stracenie

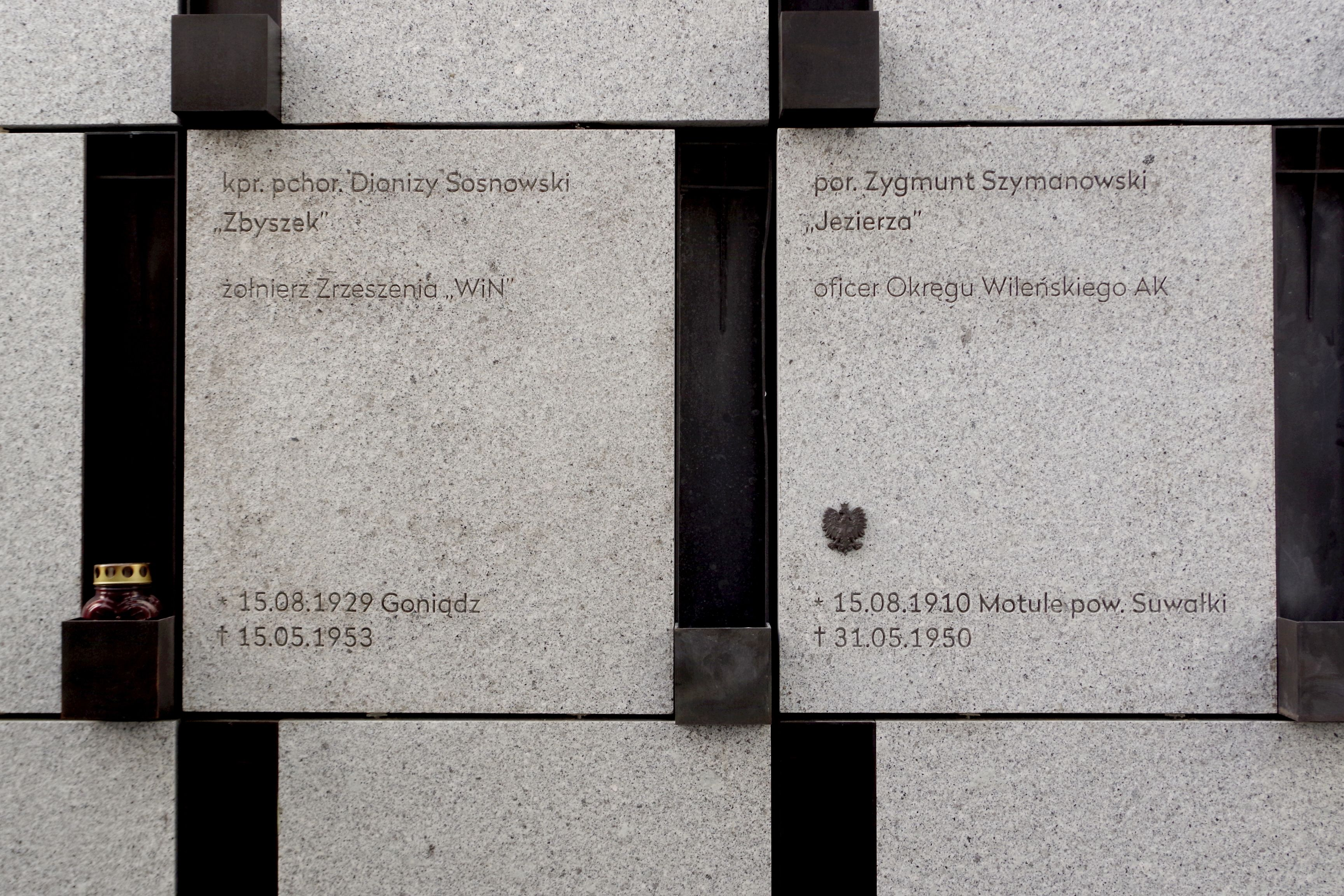
Groby kpr. pchor Dionizego Sosnowskiego ps. „Józef” oraz por. Zygmunta Szymanowskiego ps. „Jezierza” w Panteonie – Mauzoleum Wyklętych-Niezłomnych na Cmentarzu Wojskowym na Powązkach w Warszawie

20 września 1944 aresztowany przez NKWD, nierozpoznany, ale za działalność w AK skazany na 10 lat pozbawienia wolności. 15 marca 1945 udało mu się uciec, 30 kwietnia 1945 wrócił do Suwałk, w 1947, poszukiwany przez UB, przeniósł się do Szklarskiej Poręby. W tym czasie pod ps. „Lis”, „Bez” działał w Ośrodku Mobilizacyjnym Okręgu Wileńskiego AK, tworząc i dowodząc siatką wywiadowczą, która zbierała informacje o działalności politycznej, gospodarczej i nastrojach społecznych. Meldunki przesyłane do Londynu były tam bardzo wysoko oceniane. Działalność Okręgu zakończyła się w lipcu 1948, kiedy to w wyniku olbrzymiej operacji, Ministerstwo Bezpieczeństwa Publicznego rozbiło jego struktury ostatecznie. Tzw. „Akcja X” objęła swym zasięgiem kilkadziesiąt tysięcy ludzi, ponad 6000 zostało aresztowanych, z tego co najmniej 50 skazano na karę śmierci i wyroki wykonano.
Zygmunt Szymanowski został aresztowany 22 czerwca 1948 i osadzony w więzieniu na Mokotowie, był torturowany w śledztwie. 24 stycznia 1950 ława Wojskowego Sądu Rejonowego Sr.37/50 pod przewodnictwem mjr Mieczysława Widaja skazała go na podstawie art. 7 Dekretu z 13.06.1946 oraz art. 86 §2 KKWP na karę śmierci. Wyrok został wykonany 31 maja 1950.
Przetrzymywana także w więzieniu mokotowskim żona Zofia urodziła tu ich córeczkę Bożenę Szymanowską.

## Upamiętnienie i rehabilitacja
Grób symboliczny znajduje się na Cmentarzu Wojskowym w Kwaterze „na Łączce”. 28 września 2014 roku Instytut Pamięci Narodowej poinformował o identyfikacji szczątków Szymanowskiego w tej kwaterze.